# Paradriopea fruhstorferi
Paradriopea fruhstorferi là một loài bọ cánh cứng trong họ Cerambycidae.